# Veni Domine
I Veni Domine sono un gruppo musicale Christian metal/Progressive metal/doom metal fondato nel 1987 a Sollentuna, in Svezia.

## Discografia
- 1992 - Fall Babylon Fall (Massacre, R.E.X. Records)
- 1994 - Material Sanctuary (Thunderload)
- 1998 - Spiritual Wasteland (Thunderload)
- 2004 - IIII - The Album of Labour (Rivel)
- 2006 - 23:59
- 2007 - Tongues
- 2014 - Light

## Formazione

### Formazione attuale
- Fredrik Sjöholm - voce
- Torbjörn Weinesjö - chitarra
- Thomas Weinesjö - batteria

### Ex componenti
- Magnus Thorman - basso
- Mattias Cederlund - tastiera
- P.A. Danielsson - tastiera